# Ron Silver

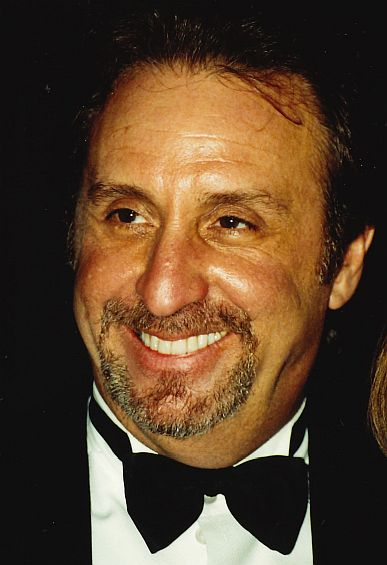
Ron Silver (1998)

Ronald Arthur „Ron“ Silver (* 2. Juli 1946 in New York City, New York; † 15. März 2009 ebenda) war ein US-amerikanischer Schauspieler.

## Leben und Leistungen
Ron Silver wurde als Sohn der Aushilfslehrerin May (geb. Zimelman) und des Verkaufsleiters Irving Roy Silver in New York City geboren. Er wuchs in der Lower East Side auf und besuchte die jüdische Tagesschule East Side Hebrew Institute. Anschließend besuchte Silver die elitäre Stuyvesant High School und studierte an der State University of New York in Buffalo sowie an der New Yorker St. John’s University. Anfang der 1970er-Jahre arbeitete er für die US-Regierung.
Als Schauspieler debütierte er im Jahr 1974 in der Fernsehserie The Mac Davis Show. Im Jahr 1982 stand er neben Barbara Hershey in dem auf einer wahren Begebenheit basierenden Geister-Thriller Entity vor der Kamera. In dem Filmdrama Silkwood spielte er 1983 neben Meryl Streep und Kurt Russell. Für seine Rolle in dem Thriller Die tödlichen Spiele der Yuppies (1987) war er ein Jahr später für einen Emmy Award nominiert. In dem Thriller Blue Steel spielte er im Jahr 1990 neben Jamie Lee Curtis eine der Hauptrollen. In dem Thriller Hydrotoxin – Die Bombe tickt in Dir trat er 1992 neben Pierce Brosnan, in dem Science-Fiction-Thriller Timecop (1994) neben Jean-Claude Van Damme auf.
In dem Fernsehfilm Kissinger and Nixon spielte er im Jahr 1995 die Rolle von Henry Kissinger, für die er zwei Jahre später für einen Gemini Award nominiert war. In den Jahren 1996 und 1997 war er in einigen Folgen der Fernsehserie Chicago Hope zu sehen. Von 2001 bis 2006 spielte er in der Serie The West Wing – Im Zentrum der Macht die Rolle des Bruno Gianelli, für die er im Jahr 2002 eine Nominierung für einen Emmy Award erhielt. Eine weitere Emmy-Nominierung erhielt er für seine Rolle in dem Fernsehfilm Jack (2004).
Im Jahr 1988 gewann er für seine Rolle in dem Theaterstück Die Gunst der Stunde (Speed the Plow) von David Mamet einen Tony Award.
Silver war von 1975 bis 1997 mit Lynne Miller verheiratet und hatte zwei Kinder. Er starb am 15. März 2009 in New York an Speiseröhrenkrebs, der zwei Jahre zuvor bei ihm festgestellt worden war.

## Politische Aktivitäten
Im Jahr 2000 war Silver ein Mitbegründer der Organisation One Jerusalem, die sich gegen das Oslo-Abkommen und die Teilung Jerusalems aussprach. Er galt ursprünglich als Anhänger der Demokraten und engagierte sich für Bill Clinton im Präsidentschaftswahlkampf, unterstützte allerdings den Republikaner Rudy Giuliani bei der Bürgermeisterwahl des Jahres 1994 in New York. Seit 2001 unterstützte er George W. Bush und gab als Grund dafür die seiner Meinung nach laxe Haltung der Demokraten gegenüber den Gefahren des Terrorismus an.
In den Jahren 2002 und 2003 trat Silver öffentlich als Befürworter des Irak-Kriegs auf. In einer Fernsehdiskussion auf CNN International, an der auch Bianca Jagger teilnahm, sprach sich Silver gegen eine Fortsetzung von Waffeninspektionen aus, mit der Begründung, dass Saddam Hussein 15 Jahre Zeit hatte, seine Massenvernichtungswaffen kontrollieren zu lassen.
Im Jahr 2004 war Silver einer der Redner beim Parteitag der Republikaner. Am 7. Oktober 2005 wurde Silver von George W. Bush zum Vorstandsmitglied des noch vom damaligen US-Präsidenten Ronald Reagan im Jahr 1984 ins Leben gerufenen United States Institute of Peace berufen. Bei der Präsidentschaftswahl 2008 wählte er den demokratischen Präsidenten Barack Obama.

## Filmografie (Auswahl)
- 1976: Tunnel Vision
- 1977: Zwei ausgebuffte Profis (Semi-Tough)
- 1981: Boomer, der Streuner (Here's Boomer)
- 1982: Das stumme Ungeheuer (Silent Rage)
- 1982: Entity – Es gibt kein Entrinnen vor dem Unsichtbaren, das uns verfolgt (The Entity)
- 1982: Zwei dicke Freunde (Best Friends)
- 1983: Silkwood
- 1987: Beverly Hills Boys Club (Billionaire Boys Club)
- 1988: Das Rattennest (Fernsehfilm)
- 1988–1989: Kampf gegen die Mafia (Wiseguy, Fernsehserie, 5 Folgen)
- 1989: Feinde – Die Geschichte einer Liebe (Enemies: A Love Story)
- 1990: Blue Steel
- 1990: Die Affäre der Sunny von B. (Reversal of Fortune)
- 1991: Downtown Cop (The Good Policeman)
- 1991: Dinner für Sechs – Woodstock meets Wallstreet (Married to It)
- 1992: Hydrotoxin – Die Bombe tickt in Dir (Live Wire)
- 1992: Der letzte Komödiant – Mr. Saturday Night (Mr. Saturday Night)
- 1993: Blind Side – Straße in den Tod (Blind Side)
- 1994: Timecop
- 1995: Kissinger and Nixon (Fernsehfilm)
- 1996: The Arrival – Die Ankunft (The Arrival)
- 1996: Deadly Outbreak
- 1998: Black & White – Gefährlicher Verdacht (Black and White)
- 1998: White Raven – Diamant des Todes (The White Raven)
- 1998: Familienchaos (Rhapsody in Bloom, Fernsehfilm)
- 1998: Veronica (Fernsehserie, 20 Folgen)
- 2000: American Tragedy
- 2000: Cutaway – Jede Sekunde zählt! (Cutaway)
- 2000: Exposure – Gefährliche Enthüllung (Exposure)
- 2001: Festival in Cannes
- 2001: Ali
- 2001–2006: The West Wing – Im Zentrum der Macht (The West Wing, Fernsehserie, 19 Folgen)
- 2002: The Wisher
- 2004–2007: Law & Order (Fernsehserie, Folgen 15x01 und 17x13)
- 2004: Jack (Fernsehfilm)
- 2005: Red Mercury
- 2006: Find Me Guilty – Der Mafiaprozess (Find Me Guilty)
- 2007: Das 10 Gebote Movie (The Ten)